# Dhandhuka
Dhandhuka è una suddivisione dell'India, classificata come municipality, di 29.555 abitanti, situata nel distretto di Ahmedabad, nello stato federato del Gujarat. In base al numero di abitanti la città rientra nella classe III (da 20.000 a 49.999 persone).

## Geografia fisica
La città è situata a 22° 22' 0 N e 71° 58' 60 E e ha un'altitudine di 23 m s.l.m..

## Società

### Evoluzione demografica
Al censimento del 2001 la popolazione di Dhandhuka assommava a 29.555 persone, delle quali 15.474 maschi e 14.081 femmine. I bambini di età inferiore o uguale ai sei anni assommavano a 3.755, dei quali 2.086 maschi e 1.669 femmine. Infine, coloro che erano in grado di saper almeno leggere e scrivere erano 19.620, dei quali 11.657 maschi e 7.963 femmine.